# João Vieira Pinto
João Manuel Vieira Pinto mer känd som João Pinto, född 19 augusti 1971 i Porto, är en portugisisk före detta professionell fotbollsspelare som blev utsedd till Portugals bästa spelare tre år i rad 1992, 1993 och 1994. Han tillbringade en stor del av sin karriär i den portugisiska klubben Benfica där han spelade 302 ligamatcher och gjorde 92 ligamål mellan 1992 och 2000. Pinto spelade i det portugisiska landslaget mellan 1991 och 2002 och hann med att spela 81 landskamper och göra 23 mål.
João Pinto är en av få fotbollsspelare som vunnit junior-VM två gånger.